# خط طول 86° شرق
خط طول 86° شرق هو أحد خطوط الطول الجغرافية، والتي تمتد من القطب الشمالي الجغرافي إلى القطب الجنوبي الجغرافي، وحسب التحويل الزمني يتقدم خط طول 86° شرق عن خط غرينتش بـ5 ساعة و44 دقيقة.

## من القطب إلى القطب
ينطلق خط طول 86° شرق من القطب الشمالي نحو القطب الجنوبي مرورا بالمناطق التي ترد في الجدول التالي:
| الإحداثيات                         | البلد أو الإقليم أو البحر | ملاحظات |
| ---------------------------------- | ------------------------- | --- |
| 90°0′N 86°0′E / 90.000°N 86.000°E  | المحيط المتجمد الشمالي    | |
| 81°8′N 86°0′E / 81.133°N 86.000°E  | بحر كارا                  | |
| 74°50′N 86°0′E / 74.833°N 86.000°E | روسيا                     | كراسنويارسك كراي |
| 74°17′N 86°0′E / 74.283°N 86.000°E | Pyasino Gulf              | |
| 73°50′N 86°0′E / 73.833°N 86.000°E | روسيا                     | كراسنويارسك كراي تومسك أوبلاست — من 59°57′N 86°0′E / 59.950°N 86.000°E أوبلاست كيمروفسكايا — من 56°28′N 86°0′E / 56.467°N 86.000°E كراي ألطاي — من 54°1′N 86°0′E / 54.017°N 86.000°E جمهورية ألطاي — من 52°5′N 86°0′E / 52.083°N 86.000°E |
| 49°30′N 86°0′E / 49.500°N 86.000°E | كازاخستان                 | |
| 48°27′N 86°0′E / 48.450°N 86.000°E | جمهورية الصين الشعبية     | سنجان منطقة التبت ذاتية الحكم — من 35°49′N 86°0′E / 35.817°N 86.000°E |
| 27°55′N 86°0′E / 27.917°N 86.000°E | نيبال                     | |
| 26°39′N 86°0′E / 26.650°N 86.000°E | الهند                     | بهار (الهند) جهارخاند — من 24°45′N 86°0′E / 24.750°N 86.000°E بنغال الغربية — من 23°28′N 86°0′E / 23.467°N 86.000°E Jharkhand — من 23°8′N 86°0′E / 23.133°N 86.000°E أوديشا — من 22°31′N 86°0′E / 22.517°N 86.000°E Jharkhand — من 22°26′N 86°0′E / 22.433°N 86.000°E Odisha — من 22°17′N 86°0′E / 22.283°N 86.000°E Jharkhand — من 22°13′N 86°0′E / 22.217°N 86.000°E Odisha — من 22°6′N 86°0′E / 22.100°N 86.000°E |
| 19°50′N 86°0′E / 19.833°N 86.000°E | المحيط الهندي             | |
| 60°0′S 86°0′E / 60.000°S 86.000°E  | المحيط الجنوبي            | |
| 66°14′S 86°0′E / 66.233°S 86.000°E | القارة القطبية الجنوبية   | الإقليم الأسترالي في القارة القطبية الجنوبية, المطالب الإقليمية بالقارة القطبية الجنوبية by أستراليا |